# استفان واچر
استفان واچر (انگلیسی: Stefan Wächter؛ زادهٔ ۲۰ آوریل ۱۹۷۸) بازیکن فوتبال اهل آلمان است.
از باشگاه‌هایی که در آن بازی کرده‌است می‌توان به باشگاه فوتبال اوردینگن ۰۵، باشگاه فوتبال هامبورگ، باشگاه فوتبال هانزا روستوک، و باشگاه فوتبال بوخوم اشاره کرد.